# Ephedra ochreata
Ephedra ochreata — вид голонасінних рослин класу гнетоподібних.

## Опис
Чагарник висотою до 1 м заввишки.

## Поширення, екологія
Країни проживання: Аргентина (Буенос-Айрес, Чубут, Мендоса, Неукен, Ріо-Негро, San Juan). Росте на висотах з рівня моря до 2100 м. Росте на схилах, де багато піщаного або гравійного ґрунту; часто на дюнах. Квіти є в грудні.

## Використання
Стебла більшості членів цього роду містять алкалоїд ефедрин і відіграють важливу роль в лікуванні астми та багатьох інших скарг дихальної системи.

## Загрози та охорона
Немає великих загрози для цього виду наразі. Хоча має великий ареал, вид здається, не добре представлений у мережі охоронних територій. Є одна відома колекція в ботанічному саду.

## Галерея

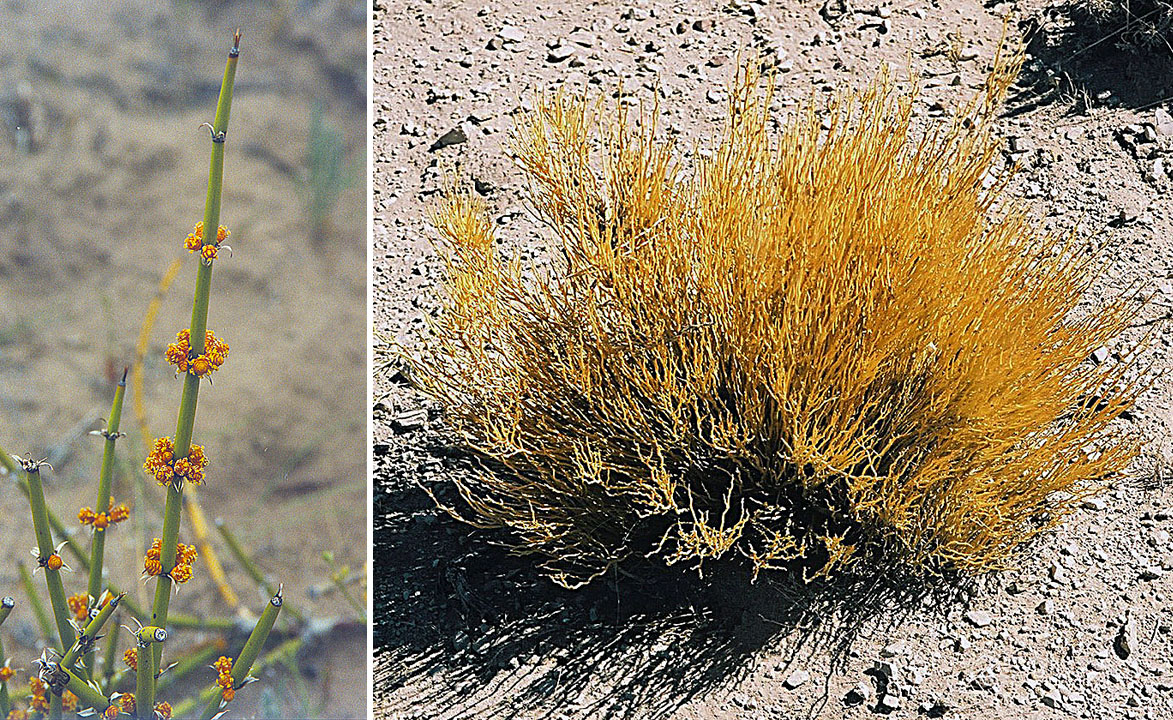
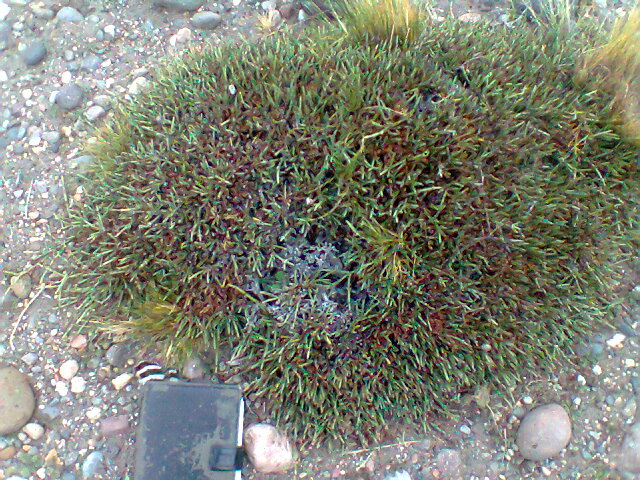